# Sotíris Skípis
Sotíris Skípis (en grec : Σωτήρης Σκίπης), né en 1881 à Athènes, mort le 29 septembre 1952 à Rognac en Provence, est un poète, dramaturge et traducteur grec. Il était directeur de l'École des Beaux Arts d'Athènes et officier dans l'Ordre de la Légion d'Honneur

## Biographie
- Membre de l'Académie d'Athènes, traducteur d'Hésiode, Jean Moréas, Omar Khayyām, John Keats, et Arthur Rimbaud, Sotíris Skípis a dirigé la revue littéraire et artistique Akritas. Il a partagé sa vie entre la Grèce et la France ; il est mort en Provence en 1952. Il était le petit-fils du Général Georges Skípis, dit le Capitan, dont la relation des guerres gréco-turques marqua l'esprit du futur poète.

Comme beaucoup de jeunes gens européens, il s'était rendu à Paris, au début du vingtième siècle, pour y rencontrer les poètes célèbres, et notamment Paul Fort.

## Œuvres
- Les Chants de l'orpheline, Athènes, Ctenas, 1900
- La Sérénade des fleurs, Athènes, Nomiki, 1901
- Silentii Dissolutio, Athènes, Saliveros, 1903
- Le Tour des heures, Athènes, Leonis, 1915
- Le Grand Souffle, Paris, Chaponet, 1908 Avec cette dédicace : À ma belle et grande France, ma seconde Patrie
- Les Mètres Kalviens, Le Puy-en Velay, Peyriller, Rouchon et Gamon, 1909
- Juvenilia, Le Puy-en Velay, Peyriller, Rouchon et Gamon, 1909
- L'Impérissable, Le Puy-en Velay, Peyriller, Rouchon et Gamon, 1909
- Trophées dans la tempête, Le Puy-en Velay, Peyriller, Rouchon et Gamon, 1910
- Les Perses de l'Occident, drame en 3 actes, traduit du néo-grec par l'auteur et Philéas Lebesgue, préface de Paul Fort, E. Figuière, 1917
- @, E. Figuière, 1910
- Anthologie : 1899-1918, trad. du néo-grec par Philéas Lebesgue et André Castagnou, préface d'Alfred Croiset, E. Figuière, 1918 Avec cette dédicace : À Eleuthère Vénisèlos, en signe d'admiration, de reconnaissance et de dévouement, je dédie cette anthologie
- Les Dieux Tziganes, Le Puy-en Velay, Peyriller, Rouchon et Gamon, 1910
- Le Tour des Heures, Le Puy-en Velay, Peyriller, Rouchon et Gamon, 1911
- Le Chant Apollinien, Alexandrie, Édition de la revue Grammatica, 1918
- Mes Impressions sur la Provence. Avignon, Edition des "Annales" de l'École Palatine d'Avignon, 1927

## Discographie
- Aspra Karavia (musique de Yanis Spanos)
- Irthes Epses (musique de Yanis Spanos)